# Nian Yun
Nian Yun (chinois : 年蕓), née le 9 octobre 1982 à Yangzhou, est une nageuse chinoise spécialiste de la nage libre. Elle est double championne du monde en petit bassin en 1997 et médaillée d'argent aux Jeux de 1996.

## Carrière
Nian Yun représente la Chine aux Jeux de 1996 où elle participe aux deux relais de nage libre. Sur le 4 x 100 m nage libre, elle termine sur la deuxième marche du podium avec Le Jingyi, Chao Na et Shan Ying mais termine seulement 8e avec le 4 x 200 m nage libre.
En 1998, elle est testée positive au dihydrotestostérone et écope d'une suspension de quatre ans.

## Palmarès
| Date | Compétition                           | Lieu     | Place | Course               |
| ---- | ------------------------------------- | -------- | ----- | -------------------- |
| 1996 | Jeux olympiques                       | Atlanta  | 2e    | 4 x 100 m nage libre |
| 1996 | Jeux olympiques                       | Atlanta  | 8e    | 4 x 200 m nage libre |
| 1997 | Championnats du monde en petit bassin | Göteborg | 2e    | 200 m nage libre     |
| 1997 | Championnats du monde en petit bassin | Göteborg | 1re   | 4 x 100 m nage libre |
| 1997 | Championnats du monde en petit bassin | Göteborg | 1re   | 4 x 200 m nage libre |